# Tom Ford (jogador de snooker)
Tom Ford (Leicester, 17 de agosto de 1983) é um jogador profissional de snooker da Inglaterra. Entre seus grandes feitos, o inglês chegou à final do Paul Hunter Classic de 2016, onde foi vencido pelo compatriota Mark Selby por 2–4. Ele também chegou à semifinal do Campeonato do Reino Unido (UK Championship) de 2018, do Aberto da Inglaterra (English Open) de 2019, do World Grand Prix de 2020 e do Masters da Alemanha (German Masters) de 2021.

## Carreira
Campeão inglês sub-15 com 13 anos, Ford venceu o compatriota Judd Trump de Bristol por 5–1 na final do campeonato inglês sub-18 de 2001. Ford fez sua estreia profissional em 2001. Em 2005, ele chegou às quartas de final da Copa de Malta (Malta Cup). Em 14 de outubro de 2017, ele fez o primeiro break de 147 pontos de sua carreira no Grand Prix (Royal London Watches Grand Prix), na cidade de Aberdeen, em partida contra o compatriota e hexacampeão mundial Steve Davis.
Em 2010, ele venceu o evento 3 da Players Tour Championship, em Sheffield, derrotando o compatriota Jack Lisowski por 4–0 na final. No mesmo ano, fez sua estreia no Crucible, sendo vencido por Mark Allen da Irlanda do Norte. No ano seguinte, ele venceu o evento 11 da Players Tour Championship, em Sheffield, derrotando o compatriota Martin Gould por 4–3. Com os dois títulos conquistados em eventos menores do ranking, ele alcançou a melhor posição no ranking mundial em 21 em agosto de 2013, chegando ao top 32 pela primeira vez.
Ford chegou às semifinais de um evento do ranking pela primeira vez em 2013 no Players Tour Championship Grand Finals, realizado na Irlanda. Derrotou Marco Fu de Hong Kong por 4–1 nas quartas de final, mas foi derrotado no jogo seguinte pelo australiano Neil Robertson por 4–3.Em 2014, ele venceu três partidas e chegou às fases finais do Campeonato Mundial (World Championship) – derrotando o galês Matthew Stevens por 10–8 na última rodada de qualificação para o Crucible. Na partida seguinte, Ford foi derrotado por Judd Trump por 10–8.
O máximo que conseguiu na temporada de 2014–15 foi chegar às semifinais do Xuzhou Open, terceiro evento do Asian Tour e um dos menores do ranking. Ele venceu cinco partidas para chegar às semifinais e perder por 4–3 para o compatriota Joe Perry. Ford começou forte a temporada de 2015–16, chegando à final do Aberto de Riga (Riga Open) de 2015. O jogador de Leicester venceu seis jogos para chegar à final, onde acabou perdendo para o compatriota Barry Hawkins. Ele também teve uma ótima campanha indo até às oitavas de final do Campeonato do Reino Unido de 2015, que incluiu uma vitória emocionante por 6–5 sobre o galês Mark Williams na rodada 2 do torneio.
A Ford alcançou sua primeira final em eventos do ranking na temporada de 2016–17 no Paul Hunter Classic de 2016, realizado na Alemanha. Acabou perdendo a decisão por 4–2 para o compatriota Mark Selby. Classificou-se para o Campeonato Mundial de 2017 pela terceira vez depois de derotar o iraniano Hossein Vafaei rodada final da qualificação para o Crucible. No entanto, ele foi derrotado no primeiro obstáculo do evento principal, Barry Hawkins. Chegou às quartas de final do penúltimo evento da temporada de 2017–18, o Aberto da China (China Open) de 2018, onde perdeu para Barry Hawkins por 6–5.
Indiscutivelmente, sua performance mais impressionante veio no Campeonato do Reino Unido de 2018, onde ele alcançou as semifinais de um evento da tríplice coroa (Triple Crown; os três grandes) pela primeira vez, onde acabou sendo derrotado pelo compatriota Ronnie O'Sullivan. Como consolo levou para casa 35 mil libras esterlinas, o maior prêmio de sua carreira.
Na temporada de 2019–20, fez o quarto e o quinto break de 147 pontos de sua carreira, tornando-se um dos sete jogadores a alcançar a marca mais de quatro vezes. Também foi um dos semifinalistas do Aberto da Inglaterra (English Open) de 2019 e do World Grand Prix de 2020.